# Tiumén
Tiumén (en rus: Тюмень) és una ciutat de Rússia, capital de l'óblast de Tiumén. Va ser la primera ciutat russa a Sibèria. És a la vora del riu Turà, un afluent del riu Tobol. Es troba a 2.144 km de Moscou. Es va fundar l'any 1586 i rebé la categoria de ciutat el 1782. Per Tiumén passa el ferrocarril de Sverdlovsk (Transsiberià) i té aeroports internacional, Róixino, i local, Plekhànovo. És un centre petrolífer i de gas.

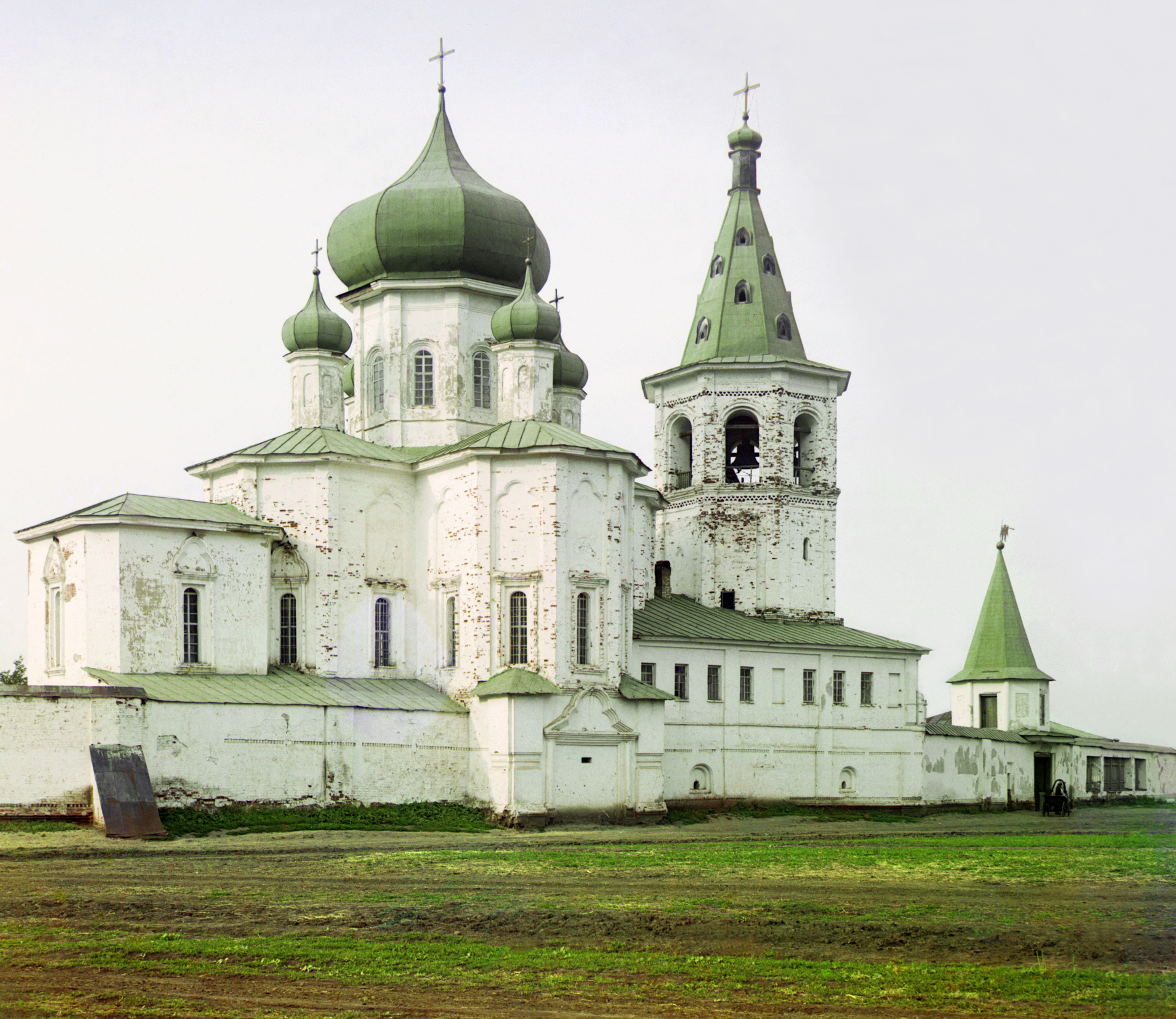
Monestir de la Trinitat en una foto de Serguei Prokudin-Gorski de 1912.

## Clima
Té un clima continental humit (en la classificació de Köppen és Dfb). La temperatura mitjana anual és d'1,9 °C, el mes més fred és gener amb -15,4 °C i el més càlid juliol amb 18,6 °C. La pluviometria anual és de 457 litres amb el màxim de pluja a l'estiu.

## Història
El seu nom anterior fou Tximgui-Turà per estar a la vora del riu Tura; els habitants eren els Tümenli, un subgrup dels tàtars siberians que al cens de 1926 eren 22.636, que agafaven el nom d'una unitat administrativa i fiscal genguiskànida (tümen = deu mil). La regió estava habitada per pobles uralians, en especial els khantis (ostiacs) i mansis (voguls) que havien patit desplaçaments i assimilació sota el Kanat de Kimak al segle ix i el seu continuador la confederació dels Qiptxaqs (inicis del segle xi a 1230).
Fou part de l'ulus de Jotxi dins dels territoris de Xiban i d'Orda els germans de Batu Khan. Amb la fragmentació de l'ulus al segle xiv, un personatge semi-llegendari de nom Tay Bugha, de possible origen nogai, hauria fundat un kanat de Tümen, embrió del que després fou el kanat de Sibir, amb centre inicial a Tximgui-Turà. Toktamish es va refugiar en aquesta regió després de la seva derrota al riu Vorskhla i va desaparèixer (1399). En aquesta zona van operar Abu l-Khayr el primer kan uzbek i el xibànida Ibak o Ibrahim (+ vers 1493/1495) que hauria dominat almenys una part de la regió abans que ataqués la gran horda i matés al seu kan Ahmad el 1481. Ibak va estendre el seu domini pel Tobol i va crear relacions per matrimoni amb Mar (Umar?) sobirà taybúghida de Tximgui-Turà. Encara que el taybúghida fou assassinat pel seu cunyat, el net de Mar, Muhammad (Mamat) es va venjar matant a Ibak i desplaçant la capital del kanat de Tümen des de la ciutat de Tximgui-Turà a la de Sibir (Isker) possiblement un antic assentament ostiac. El germà d'Ibak que aspirava al poder a la gran horda, va mantenir el control d'una part del territori de Tümen. El darrer xibànida que hi va conservar poder fou el que les fonts russes anomenen Kulluk Saltan, passant a l'inici del segle xvi a control complet dels taybúghides de Sibir; les fronteres entre Tümen i Sibir no són prou definides i sembla que ambdós incloïen alguns principats ugrians.
El 1563 els xibànides, en la persona de Kučüm Khan, que tenia el suport dels uzbeks, van recuperar el poder i el van conservar fins a la conquesta russa el 1582. La ciutat russa de Tiumén fou fundada el 1586 prop de l'antiga Tximgui-Turà.
En la guerra civil va estar breument en mans de l'exèrcit de Koltxak, però va caure en mans de l'Exèrcit Roig el 5 de gener de 1918.

## Curiositats
La comunitat d'usuaris de Linux de Tiumén va aixecar un monument a Tux.